# SOULM8TE
SOULM8TE es una próxima película estadounidense de suspenso erótico de ciencia ficción escrita y dirigida por Kate Dolan, a partir de una historia de James Wan, Ingrid Bisu y Rafael Jordan. Sirve como un spin-off de M3GAN (2022). Está protagonizada por Lily Sullivan, David Rysdahl y Claudia Doumit. Jason Blum y James Wan se desempeñan como productores bajo sus marcas Blumhouse Productions y Atomic Monster.
SOULM8TE está programado para ser lanzado en los Estados Unidos el 2 de enero de 2026.

## Sinopsis
Un hombre compra un androide con IA para superar la muerte de su esposa, sin saber que esta máquina, creada para combatir la soledad, se convertirá en una pesadilla, convirtiéndose en una trampa mortal.

## Reparto
- Lily Sullivan
- David Rysdahl
- Claudia Doumit

## Producción
En junio de 2024, se anunció que se estaba desarrollando un spin-off de M3GAN (2022). Kate Dolan firmó para dirigir a partir de un guion que escribió, con una historia de James Wan e Ingrid Bisu. En agosto, Lily Sullivan, David Rysdahl y Claudia Doumit se unieron al elenco. La fotografía principal había terminado en noviembre de 2024. 

## Estreno
SOULM8TE está programado para ser lanzado en los Estados Unidos el 2 de enero de 2026.